# Pammana
Pammana is een plaats in de Estlandse gemeente Saaremaa, provincie Saaremaa. De plaats heeft de status van dorp (Estisch: küla) en telt 22 inwoners (2021).
De plaats viel tot in oktober 2017 onder de gemeente Leisi. In die maand werd Leisi bij de fusiegemeente Saaremaa gevoegd.
Pammana ligt op het eiland Saaremaa, op de noordpunt van een schiereiland dat ook Pammana heet.